# لیندا ایوانز
 لیندا اِوَنز ((به انگلیسی: Linda Evans)؛ زادهٔ ۱۸ نوامبر ۱۹۴۲) یک هنرپیشه اهل ایالات متحده آمریکا است.
از فیلم‌ها یا برنامه‌های تلویزیونی که وی در آن نقش داشته است می‌توان به دودمان اشاره کرد.وی نامزد سابق یانی اهنگساز مشهور یونانی بود و در سال ۱۹۹۸ این رابطه پایان یافت.